# Blidworth Bottoms
Blidworth Bottoms – osada w Anglii, w hrabstwie Nottinghamshire. Leży 16 km na północ od miasta Nottingham i 189 km na północ od Londynu.